# Hollow (песня Pantera)
«Hollow» — шестой сингл американской грув-метал группы Pantera из их шестого студийного альбома Vulgar Display of Power, вышедшего в 1992 году. Попурри из «Hollow» и другой песни Pantera, «Domination», входит в концертный альбом группы Official Live: 101 Proof под названием «Dom/Hollow».

## О песне
Текст песни повествует о друге рассказчика, который впал в кому. Фил Ансельмо в интервью рассказывал, что песня была не о конкретном человеке, а о серии потерь, которые он понес.
Вокал Фила Ансельмо очень напоминает другую известную балладу Pantera, «Cemetery Gates».
Песня написана в размерах 6/8 и 4/4.

## Коммерческий прием
Песня была выпущена в 1992 году в качестве третьего сингла группы с альбома Vulgar Display of Power. Хотя эта песня является одной из самых известных песен Pantera, она не попала в чарты.

## Список композиций
| №  | Название               | Длительность |
| -- | ---------------------- | ------------ |
| 1. | «Hollow» (Single edit) | 4:59         |
| 2. | «Hollow» (LP version)  | 5:45         |

## Участники записи
- Фил Ансельмо — вокал
- Даймбэг Даррелл — гитара
- Рекс Браун — бас
- Винни Пол — барабаны